# Халатин, Иван Александрович
Иван Александрович Халатин (17 января 1915, Красный Куст, Владимирская губерния — 08 апреля 1942, Рестикент, Мурманская область) — советский пограничник, лейтенант. Награждён орденом Ленина.

## Биография
Иван Александрович Халатин родился в рабочей семье в посёлке стеклозавода «Красный Куст» (ныне в Судогодском районе Владимирской области). Рано лишился родителей и воспитывался у тети. В 13 лет пошёл работать на стекольный завод. Позже работал в Гусь-Хрустальном и в Харькове, где жил старший брат Дмитрий. При призыве в армию Иван Халатин был направлен в войска НКВД. Он окончил курсы младших лейтенантов и летом 1939 года был назначен помощником начальника 5-й заставы Рестикентского пограничного отряда в Мурманской области. Принимал участие в советско-финской войне. В апреле 1940 года стал начальником 6-й заставы того же Рестикентского отряда (на основании приказа НКВД СССР № 002082/к от 30.11.1941 г. 82 отдельный погранотряд был переформирован в 82 отдельный пограничный стрелковый полк войск НКВД СССР по охране тыла Действующей Красной Армии, 6-я линейная застава переименована в 1-ю полевую). 8 апреля 1942 года застава подверглась нападению крупного сводного отряда немцев и финнов, усиленного артиллерией и минометами, которые хотели перерезать Кировскую железную дорогу в районе Мурмашей и отрезать Мурманск с юга. Под его командованием 42 пограничника выдерживали на стратегически важной высоте «Круглая» огневой удар. Пограничники погибли, но смогли задержать врага до прибытия резерва отряда. Со стороны немцев погибло около 400 человек.

## Память
- Именем старшего лейтенанта Ивана Александровича Халатина названа улица в городе Мурманске.
- На берегу реки Паткола, рядом с дорогой, ведущей к Верхнетуломской ГЭС, был установлен памятник героям-пограничникам 6-й погранзаставы Рестикентского погранотряда.
- В деревне Красный Куст поставлен памятник Халатину.